# Jean de Médicis (1543-1562)
Pour les articles homonymes, voir Jean de Médicis.
Pour les autres membres de la famille, voir Famille de Médicis.
Jean de Médicis (en italien : Giovanni di Cosimo I de' Medici) (né le 29 septembre 1543 à Florence et mort le 20 novembre 1562 à Livourne) était un cardinal italien, archevêque de Pise, membre de la puissante famille de Médicis.
Jean de Médicis est le frère du cardinal Ferdinando de' Medici (1563). Les autres cardinaux de la famille de Médicis furent : Giovanni de' Medici (1489), futur pape Leon X, Giulio de' Medici (1513), futur pape Clément VII, Luigi de' Rossi (1517), Ippolito de' Medici (1529), Carlo de' Medici (1615), Giovan Carlo de' Medici (1644), Leopoldo de' Medici (1667) et Francesco Maria de' Medici (1686)

## Biographie
Giovanni de' Medici était le second fils du duc de Florence et futur grand-duc de Toscane Cosme Ier et d'Éléonore de Tolède (1522–1562), la fille du vice-roi espagnol du royaume de Naples Don Pedro Alvarez de Tolède.
Il est destiné à une carrière ecclésiastique, comme c'est habituellement le cas pour les cadets des familles puissantes, tandis que son frère aîné François reçoit une éducation pour la politique et l'art militaire.
Sa carrière est fulgurante puisqu'il est créé cardinal par le pape Pie IV lors du consistoire du 31 janvier 1560, alors qu'il n'a que dix-sept ans, est immédiatement nommé administrateur de l'archidiocèse de Pise
Probablement déjà atteint de la tuberculose, Giovanni de' Medici meurt prématurément à 19 ans le 20 novembre 1562 à cause de la malaria, contractée sur la côte entre Pise et Livourne, en même temps que sa mère et son  frère Garzia, qui sont également morts pour la même raison à quelques jours de distance. Un sort similaire était arrivé à sa sœur aînée, Maria.
De lui restent deux célèbres portraits peints par Agnolo di Cosimo di Mariano, dit Il Bronzino, l'un alors qu'il était encore enfant, avec un moineau dans la main, l'autre à côté de sa mère Éléonore.
Son frère Ferdinando a été à son tour créé cardinal en 1562, à l'âge de 14 ans, avant de devenir Grand-duc de Toscane, succédant à son frère aîné François Ier de Médicis, en 1587 à l'âge de 38 ans.
Son père, Cosme Ier eut un autre fils cinq ans après la mort de Giovanni, en 1567 et décida de l'appeler avec le même prénom. En raison des activités en Espagne de celui-ci, on se réfère à lui comme Don Giovanni de' Medici.

## Galerie

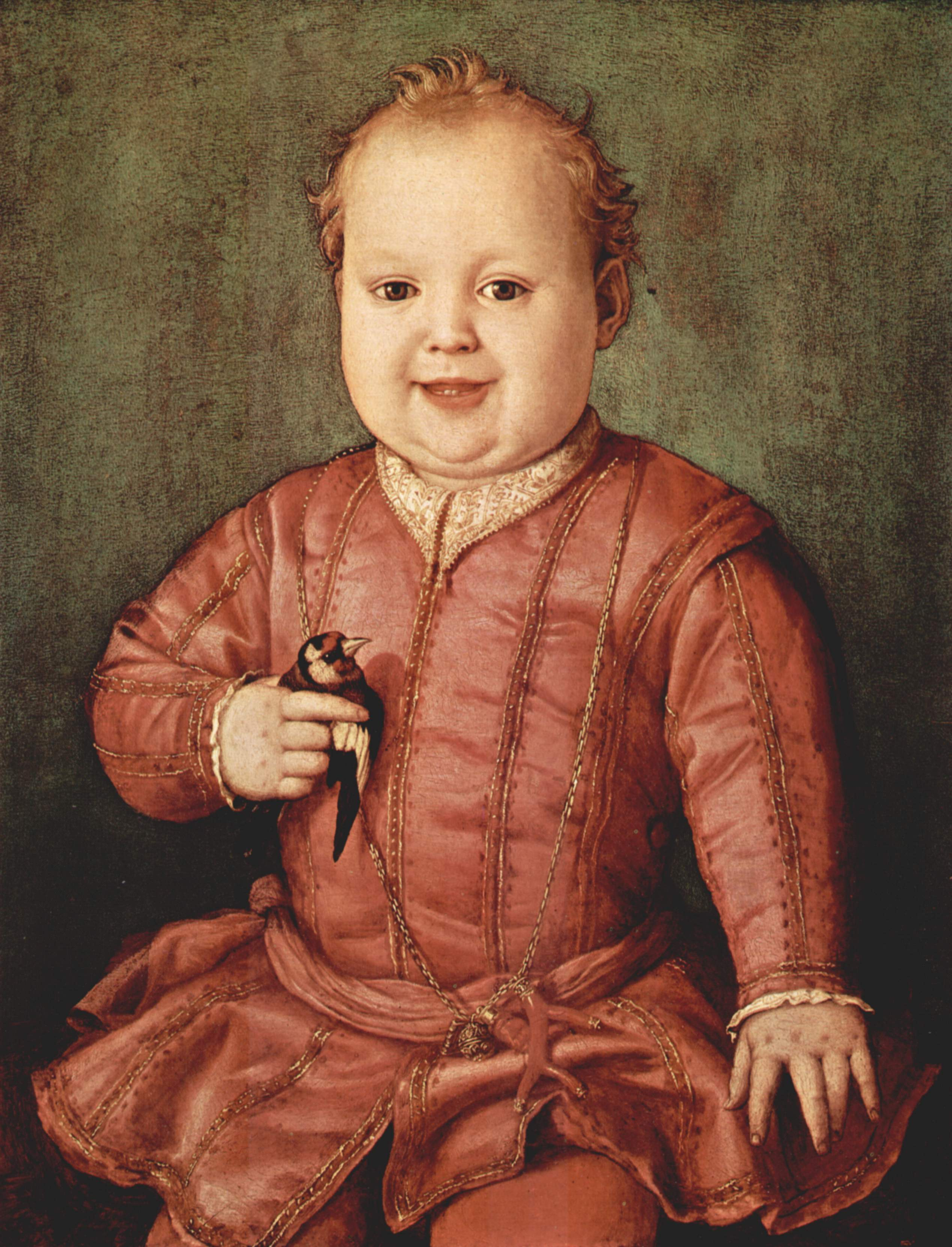
Agnolo Bronzino Portrait de Giovanni de' Medici (1543-1562) enfant
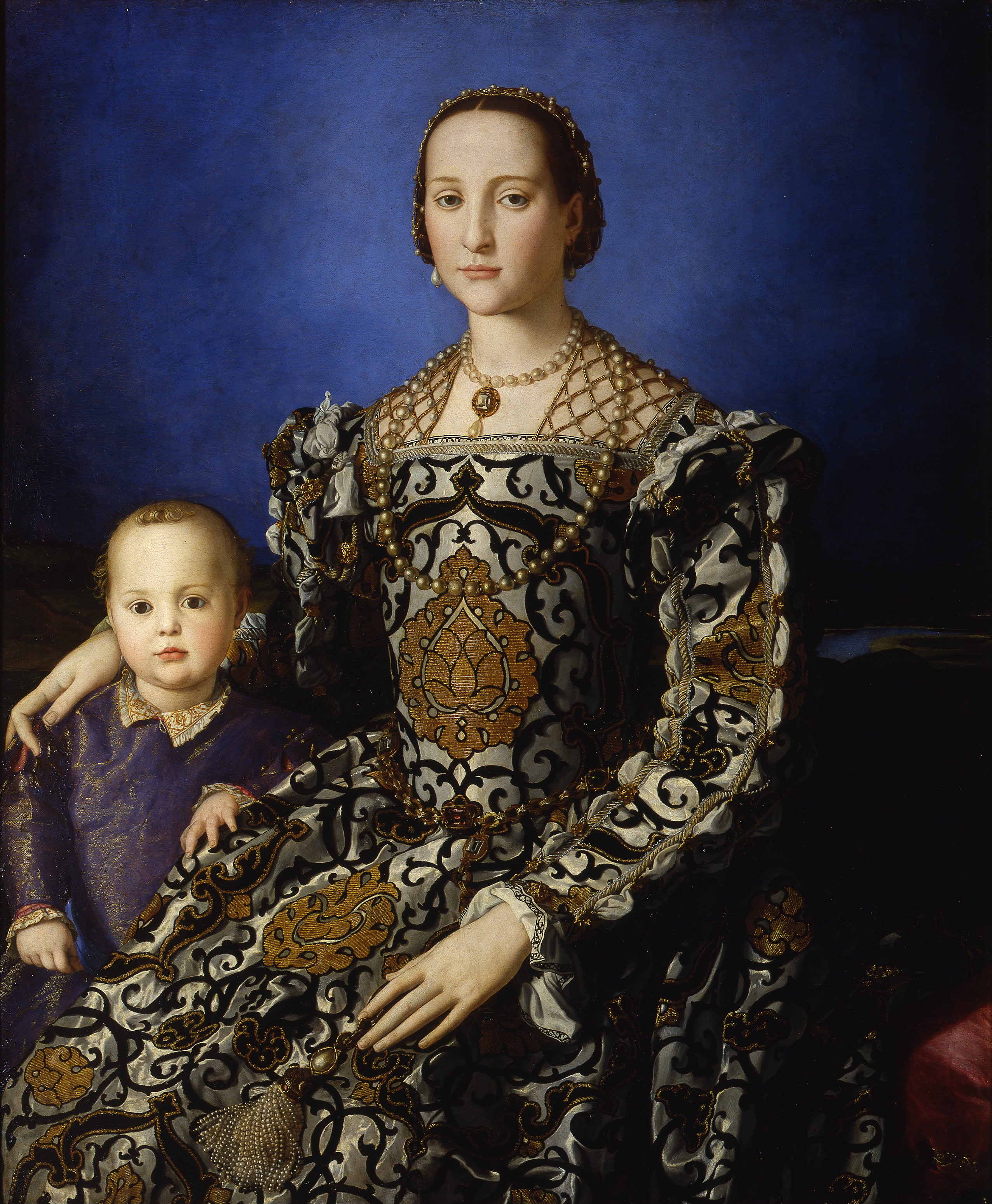
Agnolo Bronzino Portrait de Giovanni de' Medici (1543-1562) avec sa mère Éléonore

## Sources
- (it) Cet article est partiellement ou en totalité issu de l’article de Wikipédia en italien intitulé « Giovanni di Cosimo I de' Medici » (voir la liste des auteurs).
- Fiche du cardinal Jean de Médicis sur le site de la Florida International University